# Туренин, Никита Борисович
Никита Борисович Туренин († после 1536) — князь, полковой воевода, младший из шести сыновей воеводы и окольничего князя Бориса Михайловича Турени-Оболенского († 1501). Рюрикович в XIX колене.

## Биография
В 1512 году — второй воевода в передовом полку в русской рати под командованием «верховского» удельного князя и боярина Ивана Михайловича Воротынского в Козельске и Калуге.
В 1528 году упоминается среди поручителей по князьям А. М. Шуйскому и И. М. Шуйскому, а также по боярину П. Я. Захарьину, поручители должны были в случае побега поручаемых лиц за границу уплатить за них в казну две тысячи рублей.
В 1530 году — второй воевода в Кашире. В январе 1531 года спешно послан в Козельск в составе большого войска вторым воеводой передового полка для прикрытия стародубских волостей от нападения крымских татар. В том же году служил первым воеводой в Рязани, " за городом ". После получения в конце июля сообщения о том, что " служилые татарове Кидырек с товарыщи.. по сакме сметили человек с пять сот или шестьсот … а пошли те сокмы под резанские украины ", возглавил большой полк для отражения возможного нападения. После устранения опасности оставлен воеводой в Рязани и служил там еще в мае 1533 года.
В ноябре 1534 года назначен вторым воеводой передового полка для похода на Литву и стоял в Рузе. В 1535 году ездил в Белоозеро за казанским царевичем Шигалеем, сидевшим там в темнице, чтобы возвести его на казанский ханский престол. В июне того же 1535 года — второй воевода полка левой руки в походе из Смоленска на Литву.
В июле 1536 года князь Н. Б. Туренин — второй воевода передового полка в Коломне. " Того же лета сентября 10 день приговорил князь великий на Пронском городище поставить городок Пронеск. И тогды были воеводы на Проне береженья для князь Олександра княж Васильев сын Кашин да князь Микита княж Борисов сын Туренин ". Потомства не оставил.